# Улица краља Александра Обреновића (Младеновац)
| Улица · КРАЉА АЛЕКСАНДРА ОБРЕНОВИЋА | Улица · КРАЉА АЛЕКСАНДРА ОБРЕНОВИЋА |
| ----------------------------------- | ----------------------------------- |
|                                     |                                     |
| Општина                             | Младеновац                          |
| Почетак                             | Улица Владимира Ћоровића            |
| Крај                                | Улица Шкотских сестара              |
| Стари називи                        | Улица Милосава Влајића              |
|                                     |                                     |
|                                     |                                     |

Улица краља Александра Обреновића је улица у Младеновцу. Њен почетак је у улици Владимира Ћоровића, а крај је у улици Шкотских сестара, у близини ОШ „Свети Сава”.

## Опис улице
У улици се налазе ОШ „Момчило Живојиновић”, Гимназија Младеновац, Црква Успења Пресвете Богородице, пошта, Основно јавно тужилаштво и музеј. Улица је једносмерна у два своја дела: од Улице Јанка Катића до Улице војводе Путника и један мали део од Улице Николе Пашића до Космајске улице. Улица је паралелна са Улицом краља Петра Првог, главном улицом у Младеновцу. Улица је до 2011. године носила назив Милосава Влајића чији се спомен-парк налази у улици.
У улици се налазе бројни кафићи, продавнице и самосталне услужне радње.

## Попречне улице
- Владимира Ћоровића (почетак)
- Тихомира Петровића Тиће
- Слободана Јовановића
- Мише Миловановића
- Црквена
- Војводе Путника
- Јанка Катића
- 8. марта
- Космајска
- Николе Пашића
- Шкотских сестара (крај)